# خسرو قبادیان
خسرو قبادیان  از سیاستمداران ایرانی بود، که در دوره‌های  نوزدهم بعنوان نماینده کرمانشاه در مجلس شورای ملی حضور داشت.